# Beyūleh
Beyūleh (persiska: بيلوله) är en ort i Iran.   Den ligger i provinsen Kermanshah, i den nordvästra delen av landet, 500 km väster om huvudstaden Teheran. Beyūleh ligger 1 179 meter över havet och antalet invånare är 434.
Terrängen runt Beyūleh är kuperad åt sydost, men åt nordväst är den bergig. Beyūleh ligger nere i en dal. Runt Beyūleh är det ganska tätbefolkat, med 72 invånare per kvadratkilometer. Närmaste större samhälle är Javānrūd, 17,2 km öster om Beyūleh. Omgivningarna runt Beyūleh är i huvudsak ett öppet busklandskap.